# Casa Senyorial de Vandzene
La Casa Senyorial de Vandzene (en letó: Vandzenes muižas pils) va ser una casa senyorial a la històrica regió de Curlàndia, al Municipi de Talsi a l'oest de Letònia.
Construïda a començaments del segle xix, en l'actualitat allotja l'escola secundària Vandzene.